# Niegosława
Niegosława – staropolskie imię żeńskie, złożone z członów Niego- ("rozkosz") i -sława ("sława"). Mogło oznaczać "tę, która sławi rozkosz".
Niegosława imieniny obchodzi 2 lipca.
Męski odpowiednik: Niegosław.